# Hipogeu Durall i Carreras
L'Hipogeu Durall i Carreras és un sepulcre del municipi de Lloret de Mar (Selva) que forma part de l'Inventari del Patrimoni Arquitectònic de Catalunya. L'hipogeu està ubicat en el marge dret del passeig central del cementiri de Lloret de Mar i té com a matèria primera la pedra de Montjuïc i el marbre blanc.

## Descripció
Es tracta d'una sepultura de planta rectangular d'extrema senzillesa. Trenca aquest ritme monòton tant la posició en descens de la tomba, com els quatre pivots ubicats en els quatre punts cardinals del rectangle base, amb sengles baranes. Els dos elements capitals que focalitzen i monopolitzen tota l'atenció de la sepultura són dos: per una banda, la làpida la qual conté una gran inscripció a manera de llegenda que diu així: "FAMILIA DURALL CARRERAS". Mentre que per l'altra i aquest és l'element capital, trobem l'escultura exempta de l'àngel ubicada en el coronament de la tomba. Ens trobem davant d'una imatge alada amb el cabell solt i amb uns trets físics que tot apunta que són femenins i està vestida amb una túnica a manera de casulla. Presenta una actitud solemne de pregària; el cap s'inclina endavant, amb els ulls tancats i les mans juntes; apareix postrada, en una manifestació plàcida que fon la figura sobre la sepultura. Les ales de l'àngel s'encorben perfilant una possibilitat dinàmica que repercuteix sobre la vertical estàtica del cos i hi introdueix una tensió que articularà un conjunt complagut en equilibri. La seva posició, tensa i equilibrada al mateix temps, implica una actitud clara, la de l'oració. En observar de prop la figura observem sobre el pit de l'àngel, la presència de la creu, així com la utilització d'un sistema ornamental fonamentat en la repetició del trèvol.
La visió frontal de l'escultura ens planteja la coherència d'un projecte que s'elabora a partir de formes triangulars. Inclús en la modulació acabada del rostre de l'àngel es manifesta l'elecció d'aquella imatge triangular. L'escultura evidencia una gran diversitat i amalgama de textures. Així el rostre - la testa sencera des de l'escot- i les mans de la figura orant, en finíssim i ters modelat en marbre, constrasten també cromàticament amb la pedra de Montjuïc utilitzada en la realització del cos vestit i les ales de l'àngel, de manera que el to pàl·lid i blanquinós del material s'atribueix a les carnacions fent-se notori sobre el gris tacat i rugós de la resta del conjunt. El blanc de la làpida en què és gravat el nom de la nissaga, completa la combinació de tons i el joc bicolor d'aquesta sepultura.
L'emplaçament de l'escultura no és aleatori ni arbitrari sinó tot al contrari, ja que està absolutament premeditat i estudiat. Així tant la postura com la posició del cap de l'àngel condueix ràpidament la nostra mirada, en un descens que acompanya la configuració de les ales, a la làpida. L'estat de conservació de la sepultura no és dolent, però, tanmateix, convida que es practiqui en ella un seguit d'obres en matèria de manteniment i millora, per tal de netejar la pedra la qual està molt enfosquida i farcida de fongs.

## Història
La construcció de l'hipogeu Durall i Carreras i paral·lelament la de l'Hipogeu Mataró i Vilallonga, l'Hipogeu Bandrich, l'Hipogeu Conill i Aldrich i l'Hipogeu Conill i Aldrich també al cementiri de Lloret s'han atribuït a l'arquitecte Bonaventura Conill i Montobbio, el qual va ser un arquitecte i dibuixant del segle XIX-XX, nascut a Barcelona en el 1876 i mort en la mateixa ciutat en el 1946. Amb el títol d'arquitecte expedit el 1898, va ser un visitant asidu del taller d'Antoni Gaudí. Si Puig i Cadafalch es reconeixia deixeble de Domenech i Montaner, al mestratge del qual caldria afegir el de Gallissà, Bonaventura Conill manifestà de forma oberta i incondicional l'admiració que sentia per Gaudí. Obra seva va ser la moderna església Parroquial de Lloret de Mar.
En la seva joventut va combinar les tasques d'arquitecte amb les d'il·lustrador, col·laborant en el setmanari Cu-Cut de Barcelona. A part d'aquest hipogeu Bonaventura Conill i Montobbio també és el responsable de la factura de dos edificis importants de Lloret de Mar com són, per una banda l'Antic Escorxador (Vegeu fitxa de l'Antic Escorxador) actual casal de joves de Lloret, mentre que per l'altra l'Antic Can Gelats (Vegeu fitxa de l'Antic Can Gelats). La instància per a l'aprovació del projecte es va produir el 21 de desembre de 1903. Paral·lelament la realització va ser autoritzada el 15 de setembre de 1904, com així consta en el Llibre d'Actes de les sessions del ple de l'Ajuntament.
El propietari de l'hipogeu era Bonaventura Durall i Mataró, el qual era natural de Lloret de Mar i nascut el 1863. Pilot, amb domicili accidental a Barcelona, fill de Bonaventura Durall i Salvador i Rosa Mataró i Domènech (difunta), segons consta a l'Acta Matrimonial, datada el 5 de setembre de 1895. Es casà amb Concepció Carreras i Casanovas, natural de Lloret i de 20 anys, resident al carrer de Sant Narcís núm. 7, fills de Manuel Carreras Botet (difunt) i Concepció Casanovas i Macià. Al padró de 1901, Bonaventura Durall i Mataró apareix com a resident al carrer mar de Venècia núm. 20.